# Guérigny
Guérigny település Franciaországban, Nièvre megyében. Lakosainak száma 2512 fő (2022. január 1.). Guérigny Poiseux, Urzy, Parigny-les-Vaux, Saint-Aubin-les-Forges és Vaux d’Amognes községekkel határos.

## Népesség
A település népességének változása:
| Lakosok száma | 2492 | 2482 | 2537 | 2514 | 2511 | 2510 | 2525 | 2519 | 2512 |
|               | 2013 | 2015 | 2016 | 2017 | 2018 | 2019 | 2020 | 2021 | 2022 |